# Juri
Dans ce nom coréen, le nom de famille, Han, précède le nom personnel.
Juri (ジュリ, Juri) nom complet Han Ju-ri (ハン・ジュリ, Han Juri), (en coréen : 한주리, Han Ju-ri) est un personnage de fiction issu de la série Street Fighter,,. Il s'agit d'une jeune sud-coréenne spécialiste en taekwondo qui fait sa première apparition dans Super Street Fighter IV en 2010.
Elle est décrite par Ono comme « l'un des personnages les plus méchants » au même titre que Seth et M. Bison.
La précédente nouvelle-venue, Crimson Viper, ayant échouée à séduire les joueurs dans Street Fighter IV, Capcom sembla privilégier Juri comme personnage principal, faisant donc de la coréenne le personnage central du second anime Super Street Fighter IV (OAV).

## Conception
L'idée d'intégrer un personnage sud coréen dans l'univers Street Fighter est survenue lorsque Yoshinori Ono a présenté Street Fighter IV en Corée du Sud : certains joueurs ont rempli des questionnaires de satisfaction dans lesquels ils demandaient combien de temps ils devaient encore attendre pour voir l'arrivée d'un combattant coréen dans la franchise. Le président de Capcom Corée a transmis tous les questionnaires en suggérant à l'équipe de développement de créer un personnage coréen. Lors du Tokyo Game Show de 2009, le producteur Yoshinori Ono annonce le développement d'une mise à jour pour Street Fighter IV, intitulée Super Street Fighter IV. Ono présente alors les nouveaux combattants, parmi lesquels Juri, la première pratiquante de taekwondo de la franchise (Kim Kaphwan, Baek Doo San, Hwoarang, Sonya Blade et consorts ornaient les rosters des franchises concurrentes depuis 10 ans). Ono ajoute que Juri « ajoute une touche sexy à Street Fighter IV ».
Toshiyuki Kamei est chargé de la conception du personnage. Environ 500 idées de design sont proposées pour Juri, comprenant les vêtements et les coiffures du personnage. Les deux premières directives imposées sont que le personnage soit coréen et de sexe féminin. Au début du développement, Toshiyuki Kamei a dans l'idée d'avoir un personnage « mauvais et un peu érotique », Ono suggère alors que les seins de Juri soient révélés sur les côtés. La silhouette est basée sur une tenue de taekwondo, qui sera gardée jusqu'à la fin. Kamei choisit du rose, du blanc et du noir pour sa tenue de base.
Le visage de Juri est d'abord conçu avec des « expressions mignonnes » en tant que personnage féminin, mais Toshiyuki Kamei remarque que le personnage ne se démarque pas suffisamment des autres combattantes du titre. Plusieurs expressions sont ensuite proposées, et Kamei optera pour le visage froid, décrivant que Juri « ne regarde pas son adversaire de face, mais le fixe d'un regarde vide ». Il ajoute que ce design facial a été trouvé grâce au concepteur chargé des expressions faciales, qui a créé « d'innombrables expressions faciales ».
Juri est doublée en japonais par la chanteuse et seiyū Eri Kitamura, présente d'ailleurs lors du tournoi officiel de Street Fighter IV au cours duquel Super Street Fighter IV est proposé en zone de test dans le but de faire découvrir les nouveaux personnages aux joueurs.

## Biographie
Déjà une formidable pratiquante du taekwondo à l'âge de 15 ans, Juri est la fille d'un avocat chargé de poursuivre les activités du crime organisé. Shadaloo était sa prochaine cible, et sa dernière. Au cours de l'enlèvement de celui-ci par le syndicat, Juri a perdu ses parents, sa sœur et son œil gauche.
À la suite de ce traumatisme, Juri semble souffrir d'une psychose bipolaire : elle peut s'exprimer avec une voix juvénile et séductrice, et, inversement, pousser des hurlements de haine. Sa technique de combat est également basée sur le double visage. Elle se tient en position de Kung-Fu mais attaque en Taekwondo. Elle exécute trois esquives lorsqu'on la frappe, et répond par trois enchaînements de pieds très violents.
Déterminée à tuer Bison, elle infiltre l'organisation S.I.N., qui lui ont implanté un œil artificiel, alimenté par le système de Feng Shui, et qui permet d'enregistrer ce qu'elle voit à l'insu des autres. Cette infiltration cause une très forte rivalité avec Cammy White, Guile et Chun-Li.

### DansStreet Fighter IV
M. Bison semble poursuivre la coréenne, fasciné par sa cruauté naturelle. Travaillant pour le compte de Seth et son organisation, elle finit par se retourner contre lui, dans un premier temps contre Seth et dans un deuxième temps contre Bison. À la fin de Super Street Fighter IV elle se confronte à Bison, qui venait de battre Seth. Elle s'approche de ce dernier et se moque de lui encore à terre, en lui révélant qu'il n'est qu'un corps de rechange pour Bison, rien de plus.

### DansStreet Fighter V
Juri se rallie au clan de Chun-Li, et les deux femmes sont guidées par Charlie Nash dans une expédition punitive contre M. Bison. Elle se plie à la stratégie de Cammy White, qui au lieu de tuer les dolls, envoie Rashid saboter le générateur de Psycho Power dans l'espoir de retourner les douze assasines contre Bison et enfin terrasser le dictateur.

## Apparitions
- 2009 - Street Fighter IV
- 2010 - Super Street Fighter IV
- 2010 - Super Street Fighter IV (OAV)
- 2012 - Street Fighter X Tekken
- 2012 - Project X Zone
- 2014 - Ultra Street Fighter IV
- 2015 - Project X Zone 2
- 2016 - Street Fighter V (saison 1)
- 2023 - Street Fighter 6